# Ville Nevalainen
Ville Nevalainen (20 oktober 1984) is een Fins voetbalscheidsrechter. Hij was in dienst van FIFA en UEFA tussen 2014 en 2020. Ook leidt hij sinds 2011 wedstrijden in de Veikkausliiga.
Op 11 juli 2011 leidde Nevalainen zijn eerste wedstrijd in de Finse nationale competitie. Tijdens het duel tussen JJK Jyväskylä en RoPS Rovaniemi (3–0 voor de thuisclub) trok de leidsman driemaal de gele kaart. In Europees verband debuteerde hij op 10 juli 2014 tijdens een wedstrijd tussen Metalurg Skopje en Santa Coloma in de voorronde van de UEFA Europa League; het eindigde in 2–0 en Nevalainen trok zesmaal een gele kaart. Zijn eerste interland floot hij op 25 maart 2017, toen Cyprus met 0–0 gelijkspeelde tegen Estland. Tijdens deze wedstrijd toonde Nevalainen aan de Cyprioot Vincent Laban en de Est Konstantin Vassiljev een gele kaart.

## Interlands
| # | Datum            | Plaats            | Wedstrijd          | Uitslag | Competitie             | Kreeg geel | Kreeg voor de tweede keer geel en dus rood | Weggestuurd |
| - | ---------------- | ----------------- | ------------------ | ------- | ---------------------- | ---------- | ------------------------------------------ | ----------- |
| 1 | 25 maart 2017    | Strovolos, Cyprus | Cyprus – Estland   | 0 – 0   | WK 2018 kwalificatie   | 2          | 0                                          | 0           |
| 2 | 7 september 2018 | Tórshavn, Faeröer | Faeröer – Malta    | 3 – 1   | Nations League 2018/19 | 4          | 0                                          | 0           |
| 3 | 11 juni 2019     | Tirana, Albanië   | Albanië – Moldavië | 2 – 0   | EK 2020 kwalificatie   | 3          | 0                                          | 0           |